# Kerry Airport
Kerry Airport är en flygplats i republiken Irland. Den ligger i den sydvästra delen av landet, 260 km sydväst om huvudstaden Dublin. Kerry Airport ligger 28 meter över havet.